# Gustaf Arpi

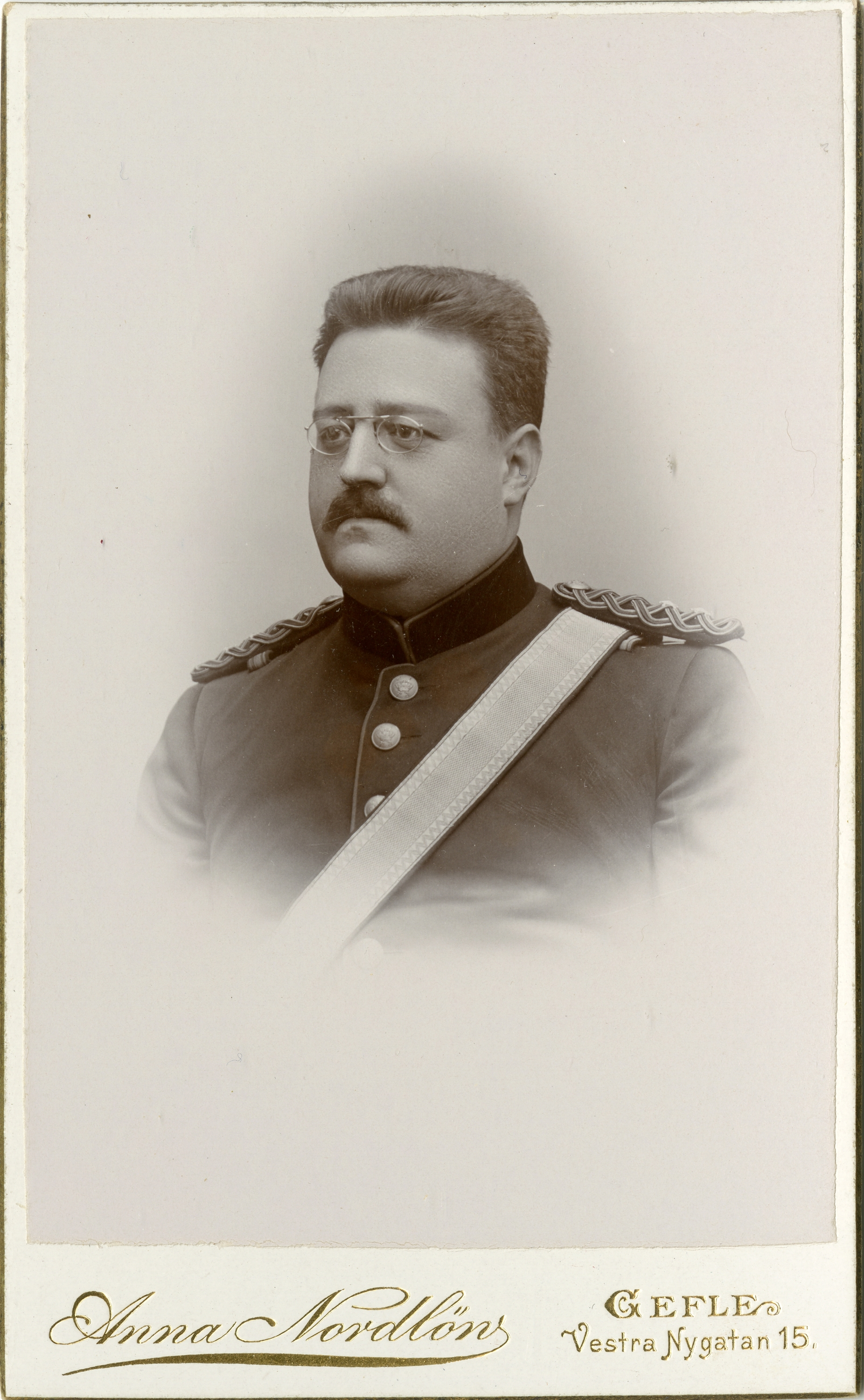
Gustaf Arpi.

Jakob Gustaf Arpi, född 29 oktober 1858 i Askersund, död 8 oktober 1916 i Stockholm, var en svensk läkare. 
Arpi blev student vid Uppsala universitet 1878, medicine kandidat 1887 och medicine licentiat vid Karolinska institutet i Stockholm 1895. Han blev därefter stipendiat i Svenska flottan och var bataljonsläkare vid Helsinge regemente i Mohed 1895–1905. Han var även praktiserande läkare i Kilafors och från 1897 i Söderhamn. Han var under vissa kortare perioder tillförordnad lasarettsläkare vid Söderhamns lasarett, tillförordnad provinsialläkare i Söderhamns distrikt och tjänstgjorde även vid badanstalten i Glössbo. Han var biträdande provinsialläkare i Gävle distrikt 1898–1899. Han tilldelades kaptens rang 1902, varefter han lämnade Söderhamn då han erhållit tjänsten som regementsläkare vid Västmanlands trängkår från 1906 och var därefter bosatt i Sala.